# Aéroport international de Tokyo-Haneda
Pour les articles homonymes, voir Aéroport de Tokyo et HND.

Plan de l'aéroport.

L'aéroport international de Tokyo-Haneda (東京国際空港, Tōkyō kokusai kūkō) ou plus simplement aéroport de Haneda (羽田空港, Haneda kūkō) (code IATA : HND • code OACI : RJTT) est situé dans le quartier de Haneda, à 30 km au sud-ouest du centre de Tokyo, dans l'arrondissement spécial d'Ōta, au Japon. Il est l'un des deux principaux aéroports du Grand Tokyo, l'autre étant l'aéroport international de Narita situé à une soixantaine de kilomètres à l'est de Tokyo.
L'aéroport international de Tokyo-Haneda constitue la principale plate-forme de correspondance pour les vols intérieurs de Japan Airlines et All Nippon Airways ainsi que plusieurs compagnies aériennes à bas prix japonaises, Hokkaido International Airlines, Skymark Airlines, Skynet Asia Airways et StarFlyer. Il reçoit également quelques vols internationaux, principalement d'Asie. L'aéroport international de Tokyo-Haneda est le 5e aéroport du monde en 2023 avec 78 719 302 passagers (selon le Conseil international des aéroports), loin devant l'aéroport international de Tokyo-Narita[réf. nécessaire].

## Situation

### Carte des 50 principaux aéroports du Japon
| Akita Amami Aomori Asahikawa Chūbu Fukuoka Fukushima Hakodate Hanamaki Hiroshima Ibaraki Ishigaki Izumo Kagoshima Kansai Kitakyushu Kobe Kōchi Komatsu Kumamoto Kumejima Kushiro Iwakuni Matsuyama Memanbetsu Miho-Yonago Misawa Miyako Miyazaki Nagasaki Nagoya Naha Tokyo · Narita Niigata Ōita Okayama Osaka Saga Sendai Shin-Chitose Shizuoka Shonai Takamatsu Tokachi-Obihiro Tokushima Tokyo · Haneda Tottori Toyama Tsushima Yamaguchi Ube |

## Histoire
Avant la construction de l'aéroport de Haneda, la zone où se trouve aujourd'hui l'aéroport de Haneda était une station balnéaire prospère centrée sur le sanctuaire d'Anamori Inari, et l'aéroport principal de Tokyo était l'aérodrome de Tachikawa. Construit sur un remblai de la baie de Tokyo, l'aéroport de Haneda ouvre en 1931. À cette époque, il est l'aéroport principal du Japon et dessert des vols vers le Japon, la Corée et la Mandchourie. En 1939, on rallonge la piste principale et une deuxième piste de 800 m est construite. En 1945, l'armée américaine prend possession de l'aéroport et le renomme Haneda Army Air Base. Opérant comme aéroport militaire, Haneda reçoit ses premiers vols internationaux en 1947 quand la Northwest Orient Airlines (devenue Northwest Airlines puis rachetée par Delta Air Lines) commence ses vols vers les États-Unis, la Chine, la Corée du Sud et les Philippines. Japan Airlines effectue son vol intérieur en 1951. En 1952, l'armée américaine restitue une partie de la base militaire au Japon, cette portion devient officiellement Tokyo International Airport. Plus tard en 1958, l'armée américaine restitue le reste de la base militaire au Japon. 
Durant les années 1950, les compagnies aériennes européennes commencent à desservir Haneda, la BOAC opérant avec des de Havilland Comet depuis Londres via la route du Sud en 1952 ainsi que SAS opérant avec des DC-7 depuis Copenhague via Anchorage en 1957. Japan Airlines et Aeroflot commencent des vols entre Haneda et Moscou en 1967. Durant la même période, d'autres compagnies aériennes commencent à desservir Haneda, la Pan Am, Sabena, Swissair, Canadian Pacific Airlines, Cathay Pacific et Air Siam.
Construit à temps pour les Jeux olympiques d'été de 1964, le monorail relie Haneda au centre-ville de Tokyo, la même année. En 1970, une nouvelle piste et un terminal international sont construits mais la demande et le trafic continuent d'augmenter. Le gouvernement japonais refuse une nouvelle expansion dans la baie de Tokyo à cause des coûts et problèmes d'ordre technique et on décide donc de construire un nouvel aéroport pour répondre à la croissance des vols internationaux. En 1978, le New Tokyo International Airport (maintenant Narita) ouvre et relègue les vols intérieurs et quelques vols internationaux d'Asie à Haneda.
En mai 2010, le département des Transports des États-Unis accorde aux compagnies aériennes américaines American Airlines, Delta Air Lines et Hawaiian Airlines de voler vers Haneda à partir d'octobre 2010 et l'ouverture d'un nouveau terminal.
Une nouvelle piste (D) et un nouveau terminal ouvrent au sud de l'aéroport le 21 octobre 2010. Cette nouvelle piste permettra de passer de 285 000 à 407 000 mouvements par an, d'ouvrir de nouvelles destinations, et d'augmenter les fréquences sur les destinations existantes, au détriment de Narita,,,,.
La piste D est une piste construite sur la mer, en partie sur pilotis et en partie sur une île artificielle. Cette première piste hybride au monde mesure 2 500 m × 60 m[réf. nécessaire].
Du fait de la demande forte des compagnies aériennes d'atterrir à Haneda, avant même l'ouverture de la quatrième piste, une cinquième piste est envisagée.
Le 2 janvier 2024, le vol Japan Airlines 516 (JA13XJ) opéré par un Airbus A350 percute un appareil des garde-côtes japonais lors de l'atterrissage. Les 379 passagers et membres d'équipages de l'A350 évacuent ainsi qu'au moins un des membres d'équipage des garde-côtes. L'avion est détruit par les flammes sur la piste entrainant la fermeture de l'aéroport.

## Statistiques
Haneda est le cinquième aéroport mondial, avec 64 211 074 passagers qui y ont transité en 2010, mais seulement le 29e pour le nombre de mouvements (342 804 en 2010)[réf. nécessaire]. C'est le deuxième plus important aéroport d'Asie, récemment dépassé par l'aéroport international de Pékin[réf. nécessaire].
Le graphique qui aurait dû être présenté ici ne peut pas être affiché car il utilise l'ancienne extension Graph, désactivée pour des questions de sécurité. Des indications pour créer un nouveau graphique avec la nouvelle extension Chart sont disponibles ici.

Voir la requête brute et les sources sur Wikidata.

### Zoom sur l'impact de lapandémie de Covid-19
Le graphique qui aurait dû être présenté ici ne peut pas être affiché car il utilise l'ancienne extension Graph, désactivée pour des questions de sécurité. Des indications pour créer un nouveau graphique avec la nouvelle extension Chart sont disponibles ici.

Voir la requête brute et les sources sur Wikidata.

## Compagnies aériennes et destinations
| Compagnies              | Destinations |
| ----------------------- | --- |
| Aeroflot                | Moscou Chérémétiévo |
| AirAsia X               | Kuala Lumpur |
| Air Canada              | Toronto (Pearson) |
| Air China               | Pékin-Capitale |
| Air Do                  | Asahikawa (en), Hakodate, Kushiro (en), Memanbetsu (en), Obihiro (en), Shin-Chitose |
| Air France              | Paris-Charles de Gaulle |
| Air New Zealand         | Auckland |
| ITA Airways             | Rome Léonard-de-Vinci/Fiumicino |
| All Nippon Airways      | - Akita, - Bangkok-Suvarnabhumi, - Chicago-O'Hare, - Delhi-Indira Gandhi, - Francfort, - Fukuoka, - Canton-Baiyun, - Hachijojima (en), - Hiroshima, - Hô Chi Minh Ville (Tân Sơn Nhất), - Hong Kong, - Honolulu, - Houston-George Bush, - Ishigaki-Painushima, - Istanbul, - Iwakuni, - Iwami (en), - Djakarta-S.-Hatta, - Kagoshima, - Kobe, - Kōchi (en), - Komatsu, - Kuala Lumpur, - Kumamoto, - Londres-Heathrow, - Los Angeles, - Matsuyama, - Manille-N. Aquino, - île Miyako, - Miyazaki, - Monbetsu (en), - Moscou-Domodédovo, - Munich-F. J. Strauß, - Nagasaki, - Nagoya-Chūbu, - Okinawa-Naha, - Nakashibetsu (en), - New York-John F. Kennedy, - Odate (en), - Ōita, - Okayama, - Osaka, - Osaka-Kansai, - Paris-Charles de Gaulle, - Pékin-Capitale, - Qingdao-Jiaodong, - Saga (en), - San Francisco, - San José (Californie), - Shin-Chitose, - Seattle-Tacoma, - Séoul-Gimpo, - Shanghai-Hongqiao, - Shanghai-Pudong, - Shonai (en), - Singapour-Changi, - Sydney-K. Smith, - Taïpei-Songshan, - Takamatsu, - Tokushima, - Tottori (en), - Toyama (en), - Ube (en), - Vancouver, - Vienne-Schwechat, - Noto-Wajima, - Wakkanai (Hokkaido) (en), - Washington-Dulles, - Miho-Yonago |
| American Airlines       | Dallas-Fort Worth, Los Angeles |
| Asiana Airlines         | Séoul-Gimpo, Séoul-Incheon |
| British Airways         | Londres-Heathrow |
| Cathay Pacific          | Hong Kong |
| China Airlines          | Taïpei-Songshan |
| China Eastern Airlines  | Pékin-Daxing, Shanghai-Hongqiao, Shanghai-Pudong |
| China Southern Airlines | Canton-Baiyun, Pékin-Daxing |
| Delta Air Lines         | Atlanta H.-Jackson, Détroit, Honolulu, Los Angeles, Minneapolis-Saint-Paul, Portland, Seattle-Tacoma |
| Emirates                | Dubaï |
| EVA Air                 | Taïpei-Songshan |
| Finnair                 | Helsinki-Vantaa |
| Garuda Indonesia        | Djakarta-S.-Hatta |
| Hainan Airlines         | Pékin-Capitale |
| Hawaiian Airlines       | Honolulu, Kona |
| HK Express              | Hong Kong |
| Japan Airlines          | - Akita, - Ōshima, - Aomori, - Asahikawa (en), - Bangkok-Suvarnabhumi, - Canton-Baiyun, - Chicago-O'Hare, - Dalian-Zhoushuizi, - Dallas-Fort Worth, - Delhi-Indira Gandhi, - Fukuoka, - Hakodate, - Helsinki-Vantaa, - Hiroshima, - Hô Chi Minh Ville (Tân Sơn Nhất), - Hong Kong, - Honolulu, - Izumo (en), - Kagoshima, - Kitakyūshū, - Kōchi (en), - Komatsu, - Kumamoto, - Kushiro (en), - Londres-Heathrow, - Los Angeles, - Manille-N. Aquino, - Matsuyama, - Memanbetsu (en), - Misawa (en), - île Miyako, - Miyazaki, - Moscou Chérémétiévo, - Nagasaki, - Nagoya-Chūbu, - Okinawa-Naha, - New York-John F. Kennedy, - Obihiro (en), - Ōita, - Okayama, - Osaka, - Osaka-Kansai, - Paris-Charles de Gaulle, - Pékin-Capitale, - San Francisco, - Shin-Chitose, - Séoul-Gimpo, - Shanghai-Hongqiao, - Shanghai-Pudong, - Nanki Shirahama (en), - Singapour-Changi, - Sydney-K. Smith, - Taïpei-Songshan, - Takamatsu, - Tokushima, - Ube (en), - Yamagata (en) |
| Juneyao Airlines        | Shanghai-Pudong |
| Korean Air              | Séoul-Gimpo, Séoul-Incheon |
| Lufthansa               | Francfort, Munich-F. J. Strauß |
| Okay Airways            | Tianjin Binhai |
| Peach                   | Séoul-Incheon, Shanghai-Pudong, Taïwan-Taoyuan |
| Philippine Airlines     | Manille-N. Aquino |
| Qantas                  | Melbourne-Tullamarine, Sydney-K. Smith |
| Qatar Airways           | Doha-Hamad |
| S7 Airlines             | Vladivostok |
| Scandinavian Airlines   | Copenhague-Kastrup |
| Shandong Airlines       | Jinan |
| Shanghai Airlines       | Shanghai-Hongqiao, Shanghai-Pudong |
| Singapore Airlines      | Singapour-Changi |
| Skymark Airlines        | Fukuoka, Kagoshima, Kitakyūshū, Kobe, Okinawa-Naha, Shin-Chitose, Shimojishima, Ube (en) |
| Solaseed Air            | Kagoshima, Kumamoto, Miyazaki, Nagasaki |
| Spring Airlines         | Shanghai-Pudong |
| StarFlyer               | Fukuoka, Kitakyūshū, Osaka-Kansai, Ube (en) |
| Thai Airways            | Bangkok-Suvarnabhumi |
| Tianjin Airlines        | Tianjin Binhai |
| Tigerair Taiwan         | Taïwan-Taoyuan |
| Turkish Airlines        | Istanbul |
| United Airlines         | Chicago-O'Hare, Los Angeles, Newark-Liberty, San Francisco, Washington-Dulles |
| VietJet Air             | Đà Nẵng |
| Vietnam Airlines        | Hanoï-Nội Bài |

Édité le 10/10/2018 Actualisé le 20/06/2021

### Cargo
- All Nippon Airways.

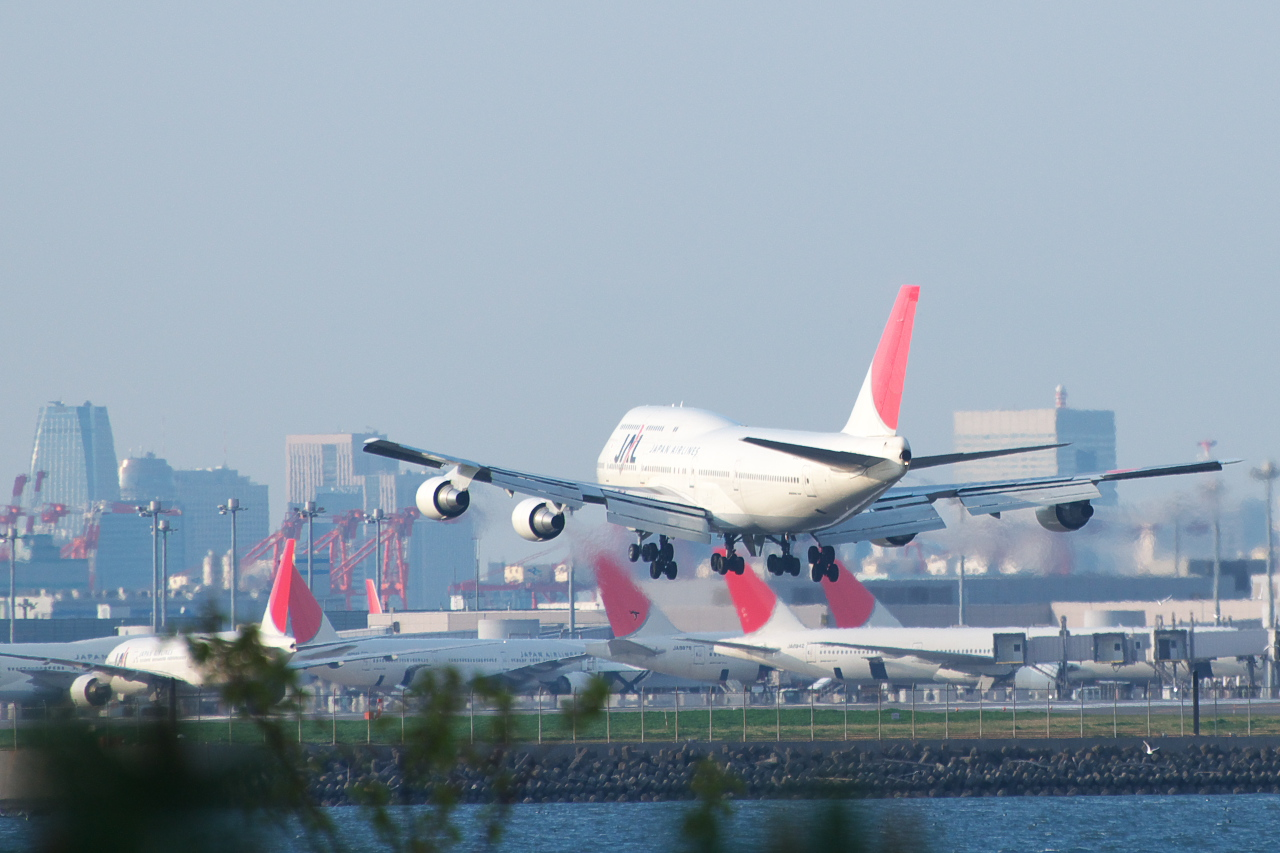
Atterrissage d'un Boeing 747 de Japan Airlines.
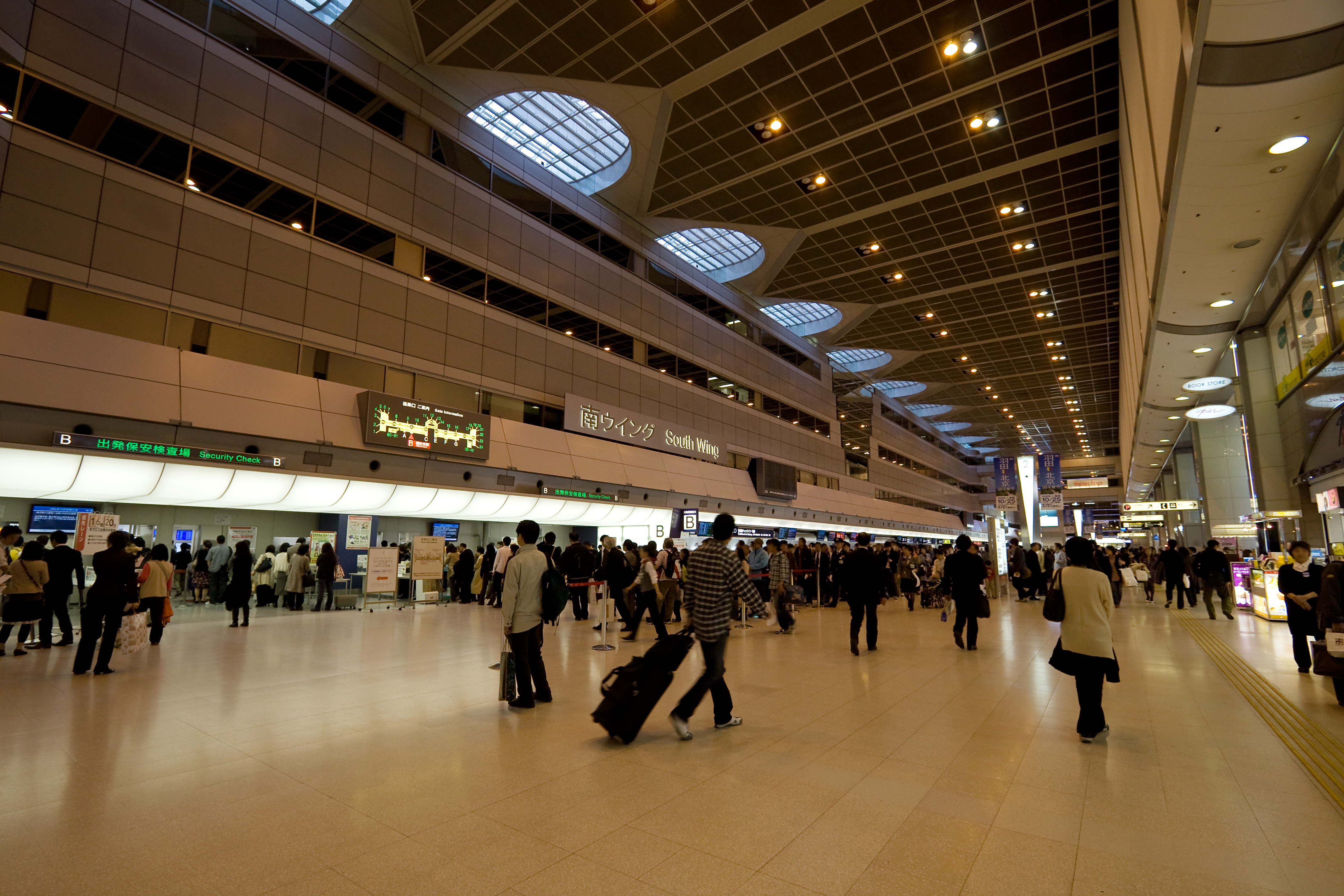
Terminal 1.
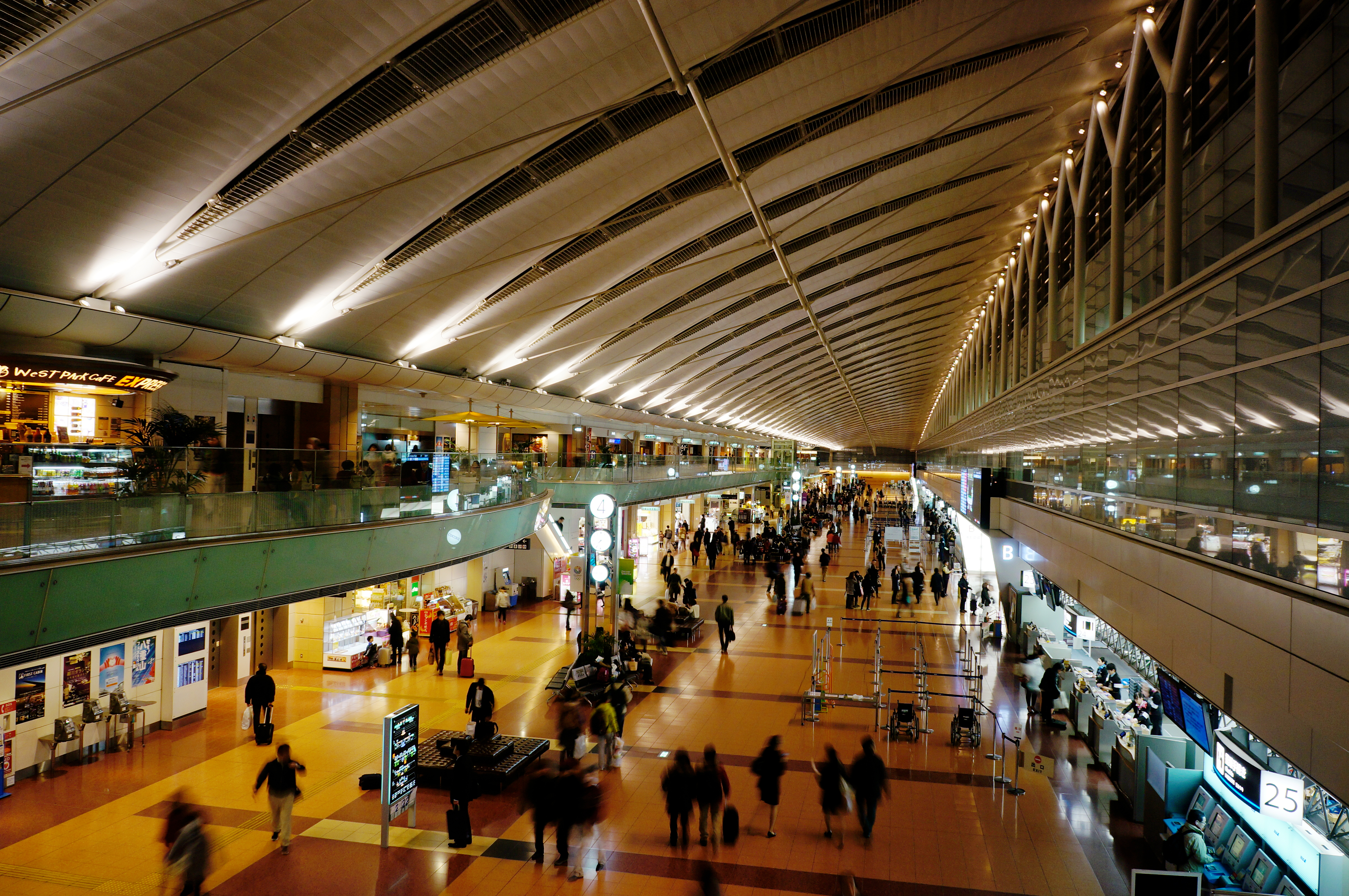
Terminal 2.
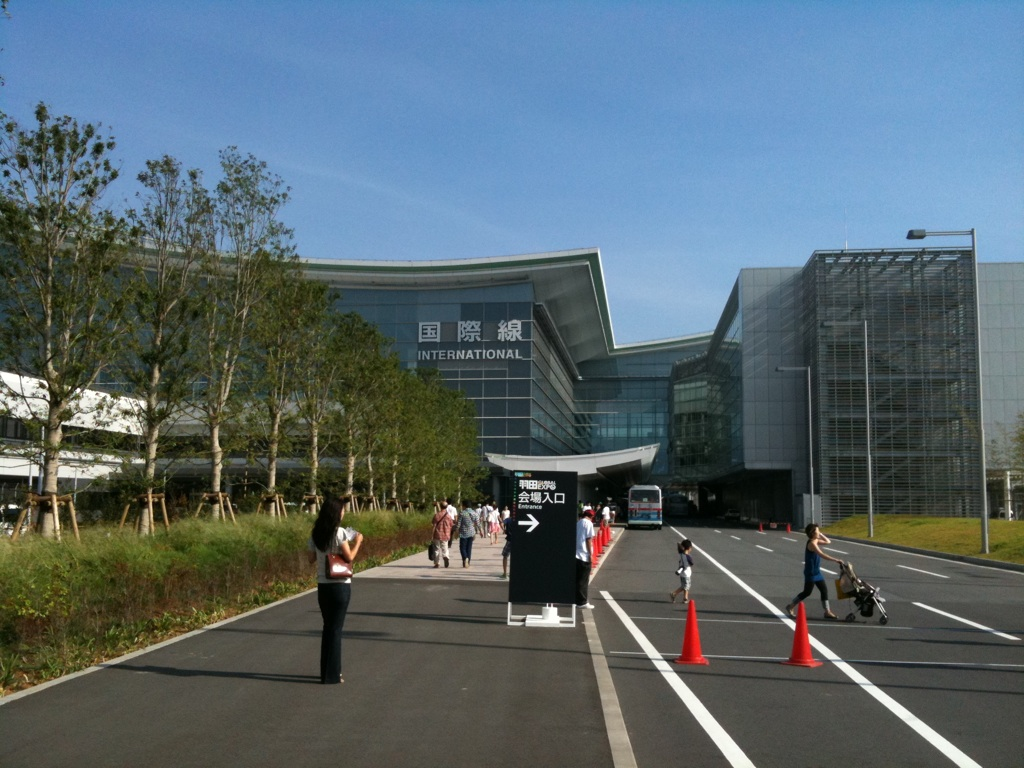
Terminal international.

## Accès

### Train

#### Monorail
Le monorail de Tokyo relie l'aéroport de Haneda à la gare d'Hamamatsuchō, près de la Tour de Tokyo. À l'aéroport, il dessert les terminaux 1, 2 et international. Le temps de trajet varie selon qu'il s'agit d'un service Haneda Express, rapide ou local, et du terminal choisi, c'est donc entre 13 minutes et 24 minutes. Le ticket coûte 490 yens.

#### Ligne Keikyū
La ligne Keikyū Aéroport relie l'aéroport à la gare de Shinagawa (ligne Yamanote), mais aussi à la station Sengakuji (ligne Asakusa du métro de Tokyo).

### Route
Depuis 1998, la ligne de bus du réseau Keikyu mène à l'aéroport.